# 호세 안토니오 이룰레기
호세 안토니오 이룰레기 가르멘디아(스페인어: José Antonio Irulegui Garmendia, 1937년 4월 1일, 바스크 주 라사르테-오리아 ~)는 스페인의 전직 축구 수비수이자 감독이다.

## 선수 경력
이룰레기는 바스크 주 기푸스코아 도 라사르테-오리아 출신으로, 16년의 선수 시절 동안 에이바르, 레알 소시에다드, 그리고 폰테베드라에서 활약했다. 그는 11년 동안 라 리가 무대에 총 249번의 경기에 출전해 1골을 넣었다.
이룰레기는 34세였던 1971년 6월에 세군다 디비시온에서 마지막 1년을 보내고 갈리시아 연고 구단을 떠났다. 그는 테르세라 디비시온의 무르시아에서 1년을 더 보내고 현역에서 은퇴했다.

## 감독 경력
이룰레기는 30년 가까이 지도자 생활을 했는데, 1973–74 시즌에 제일 먼저 맡은 구단은 데포르티보였다.(데포르티보는 5경기만 지휘했는데, 구단은 강등 후 1년 만에 다시 2부 리그에 복귀했다.) 그는 이후 레알 소시에다드, 에스파뇰, 무르시아, 레알 부르고스, 헤레스, 레반테, 데포르티보, 마요르카 그리고 비야레알을 지휘했다.
이룰레기는 비야레알을 이끌고 1997-98 시즌에 플레이오프전 끝에 소속 구단을 1부 리그로 올려놓았다. 그러나, 그는 이듬해 1년 만의 강등으로 인해 해임되었다.